# Goggomobil

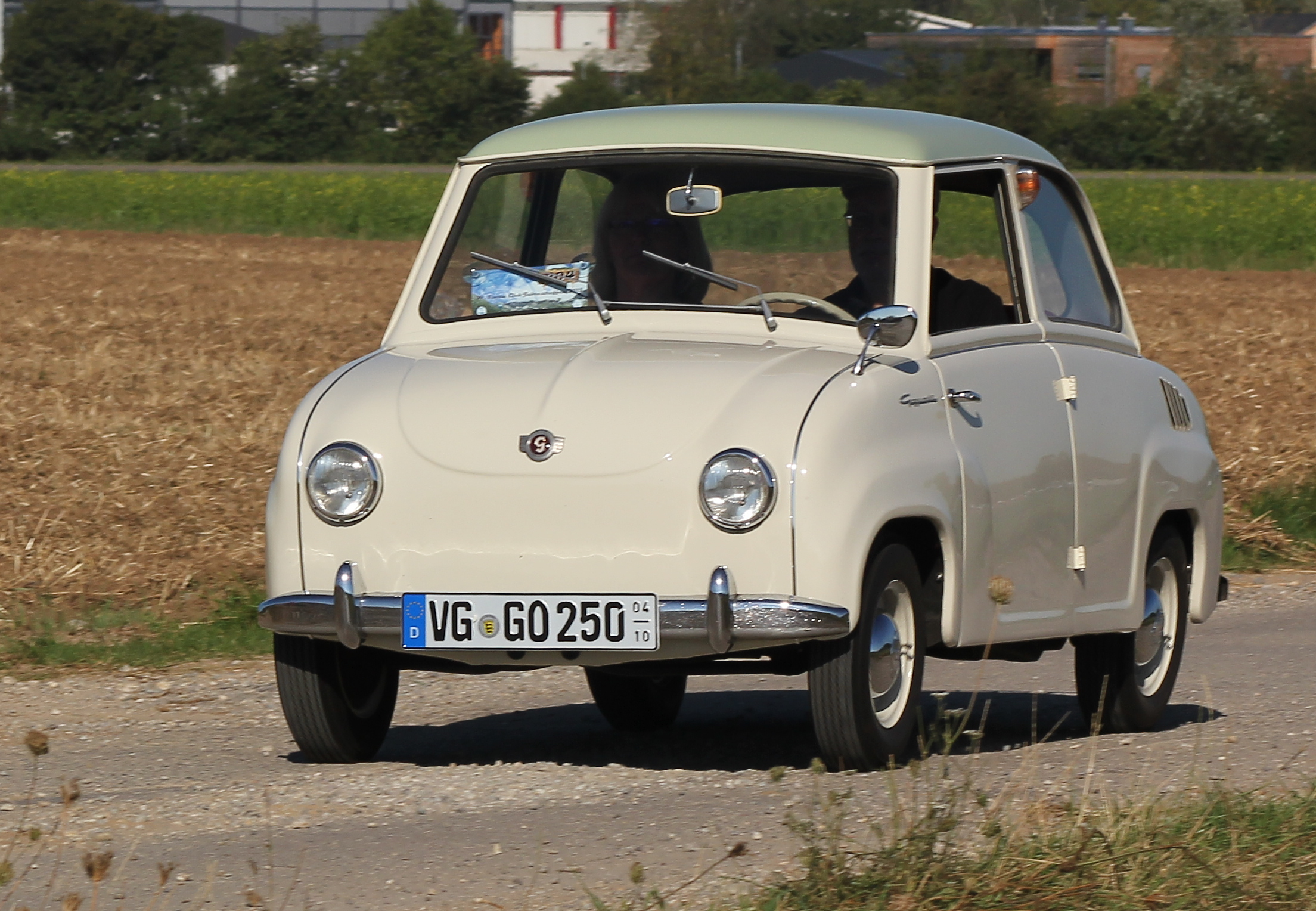
Goggomobil Limousine, Ausführung 1957 bis 1963, noch mit hinten angeschlagenen Türen, Einheitsfarbe Saharabeige

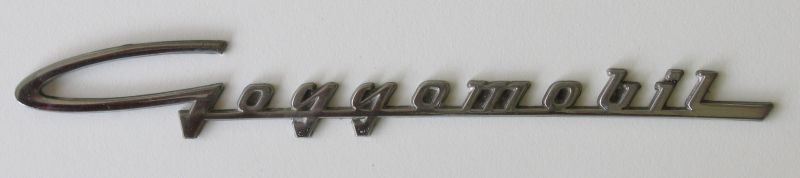
Schriftzug an den vorderen Kotflügeln eines Goggomobil T 250

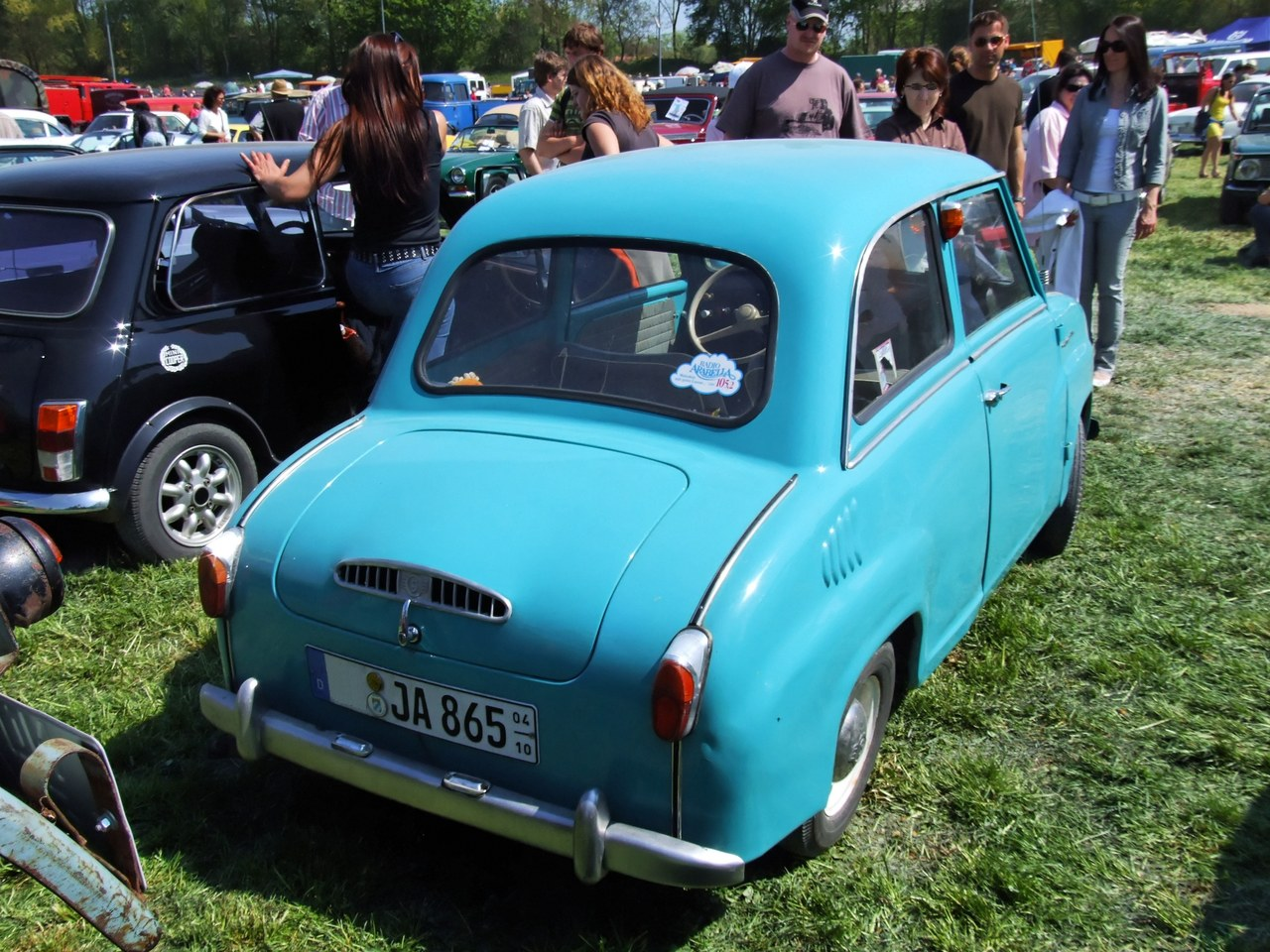
Goggomobil Limousine (1965)

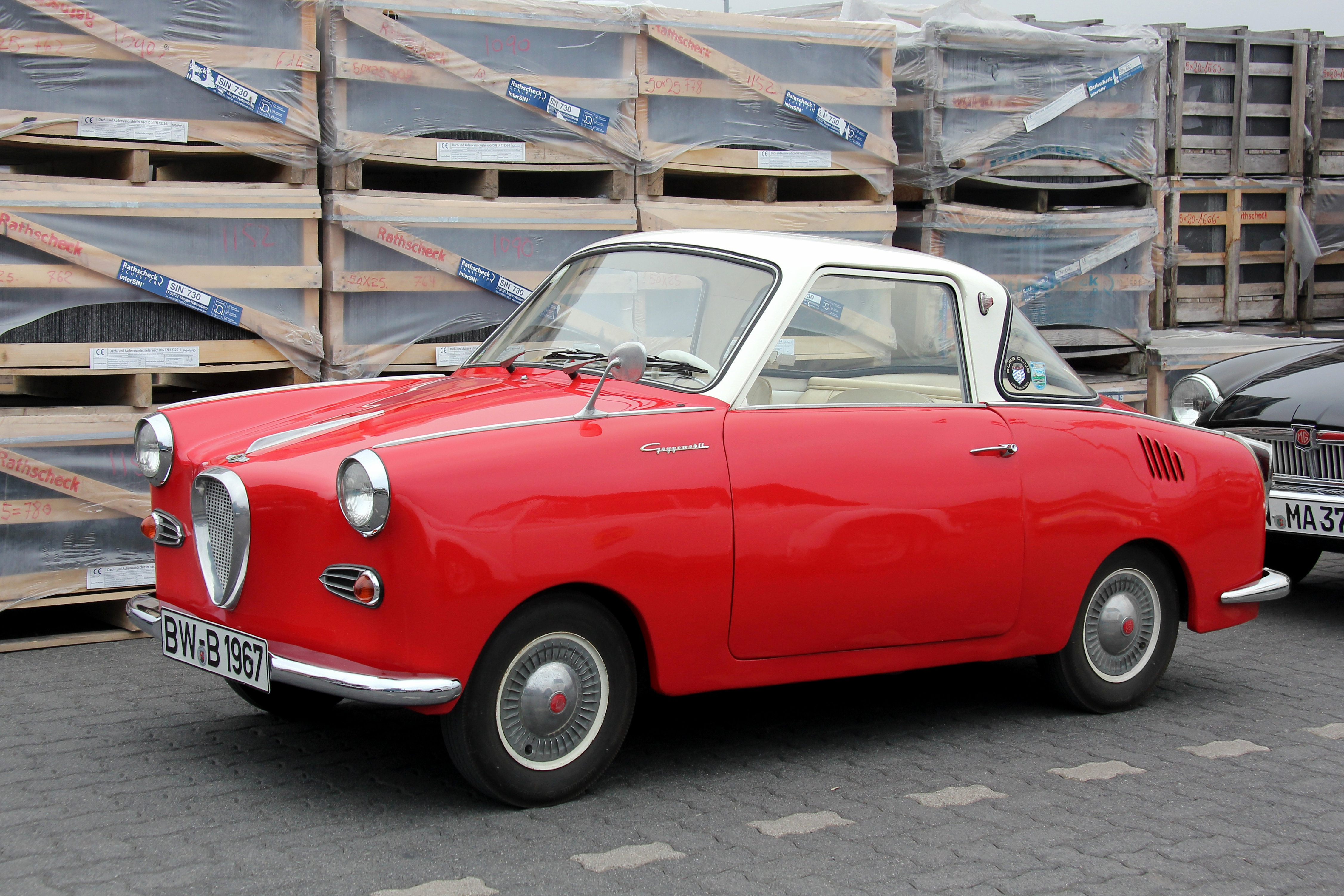
Goggomobil Coupé TS 250

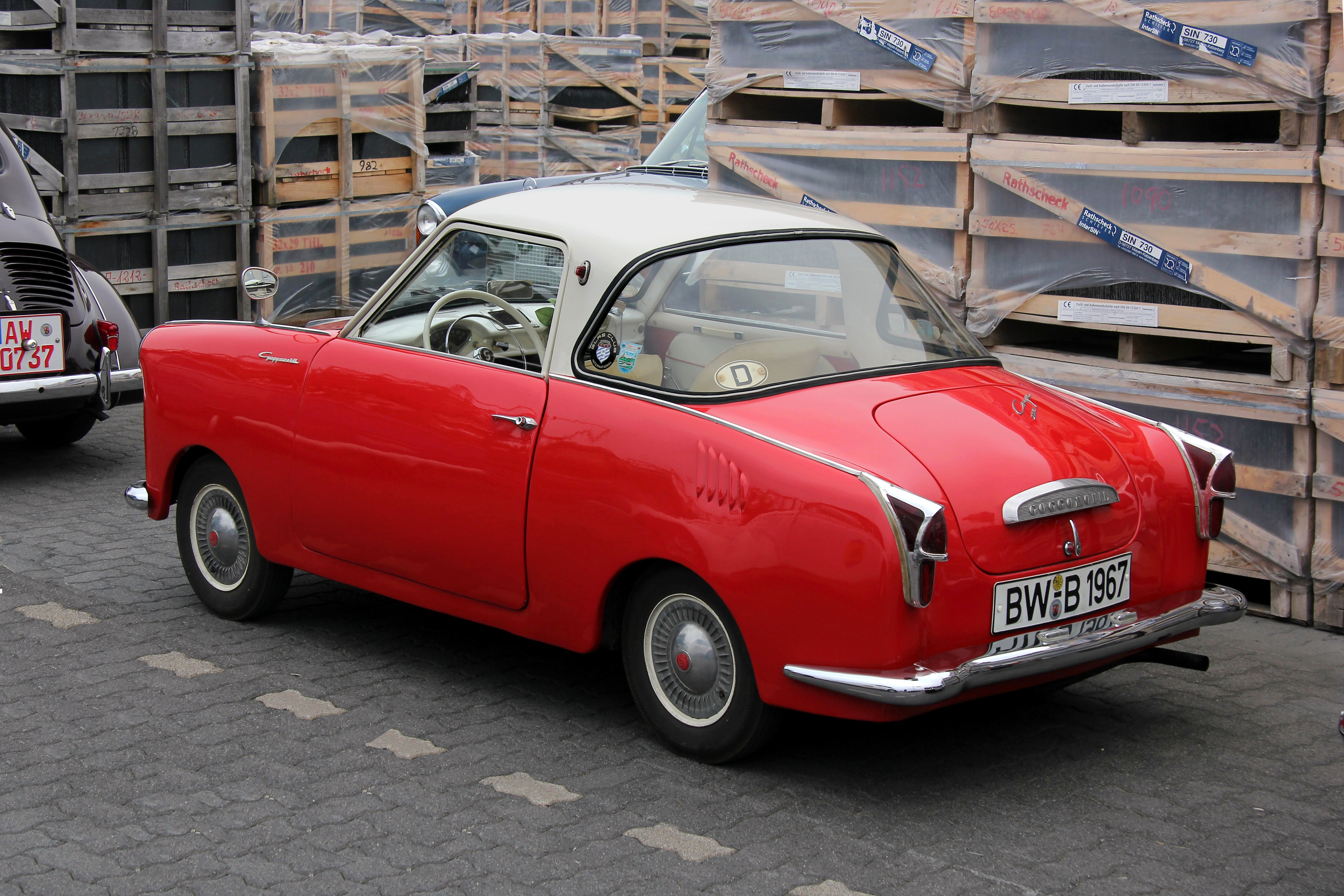
Goggomobil Coupé TS 250

Das Goggomobil (kurz: Goggo) ist ein Kleinstwagen der Hans Glas GmbH in Dingolfing, der von 1955 bis 1969 in verschiedenen Versionen hergestellt wurde. Es war das erste Automobil dieses Herstellers.

## Namensursprung
„Goggo“ war der Kosename eines Enkels von Hans Glas. Er wurde Markenname sowohl für den von 1951 bis 1956 gebauten Motorroller als auch für das Goggomobil.

## Modelle und Bezeichnungen
- Limousine: Goggomobil T
- Coupé: Goggomobil TS
- Transporter: Goggomobil TL

## Modellgeschichte
Als in den 1950er Jahren die Motorradhersteller in eine Krise gerieten, weil die möglichen Kunden zunehmend „ein Dach über dem Kopf“ forderten, entwickelte der Landmaschinenhersteller Glas das Goggomobil. Die ersten Serienfahrzeuge liefen Anfang 1955 vom Band. Es war eine kleine viersitzige Limousine mit einer Karosserie, die sich an herkömmlichen Automobilen orientierte. Laut Werbung bot das Goggomobil vier erwachsenen Personen Platz, der jedoch mit einer Innenraumlänge von etwa 1,60 m zwischen Pedalen und Rücksitzlehne knapp war. Ursprünglich war die von Hans und Andreas Glas in Zusammenarbeit mit dem früheren Flugzeugkonstrukteur Karl Dompert entworfene Karosserie mit Fronttür geplant. Im Werbeprospekt von 1954 hieß es: „Aus Zweckmäßigkeitsgründen ist der Einstieg nach vorne verlegt worden. (Seiten-Einstieg bedingt bei Kleinfahrzeugen unbequemes Bücken).“ Der Plan wurde jedoch wenige Wochen vor Produktionsbeginn zugunsten von zwei Seitentüren aufgegeben. Die Anregung dazu soll von dem mit Familie Glas befreundeten Rennfahrer Schorsch Meier gekommen sein.
Das Urmodell des Goggomobils war noch ein Minimalauto ohne jeglichen Komfort. So gab es erst 1957 einen zweiten Scheibenwischer und Kurbel- statt Schiebefenster. Im selben Jahr standen außer dem 250-cm³-Motor auch Motoren mit 300 und 400 cm³ zur Wahl. Ab 1964 waren die zwei Türen vorn und nicht mehr an der B-Säule angeschlagen. Anfangs gab es das Auto nur in der Farbe „Saharabeige“. Von 1957 bis 1969 wurde auch eine Coupé-Variante unter der Bezeichnung TS angeboten, ein Zweisitzer mit zwei zusätzlichen Notsitzen und Panorama-Heckscheibe.
Der Preis der Limousine betrug gegen Schluss der Bauzeit etwa 3.600 DM, das Coupé kostete etwa 4.000 DM.
Auf der Basis des Coupés entstand auch ein Cabriolet, von dem aber nur neun Prototypen gebaut wurden. Die gelegentlich bei Oldtimer-Veranstaltungen auftauchenden Cabrios oder Roadster sind Eigenbauten, siehe unten Bilder der Roadster-Eigenbauten.
Auf der IFMA 1956 wurde zwar ein Modell T 200 mit kleinerem Motor und 9,9 PS gezeigt, es ging aber nicht in Serie.
In den Jahren 1957 bis 1965 baute Glas das Modell TL, einen vom Goggomobil abgeleiteten Kleintransporter mit zwei Schiebetüren und Heckklappe, der geschlossen und mit offener Ladefläche als kleiner Pick-up erhältlich war. Gesamtproduktion 3665 Stück. Einen großen Teil der Produktion (etwa 2000 Stück) kaufte die Deutsche Bundespost.

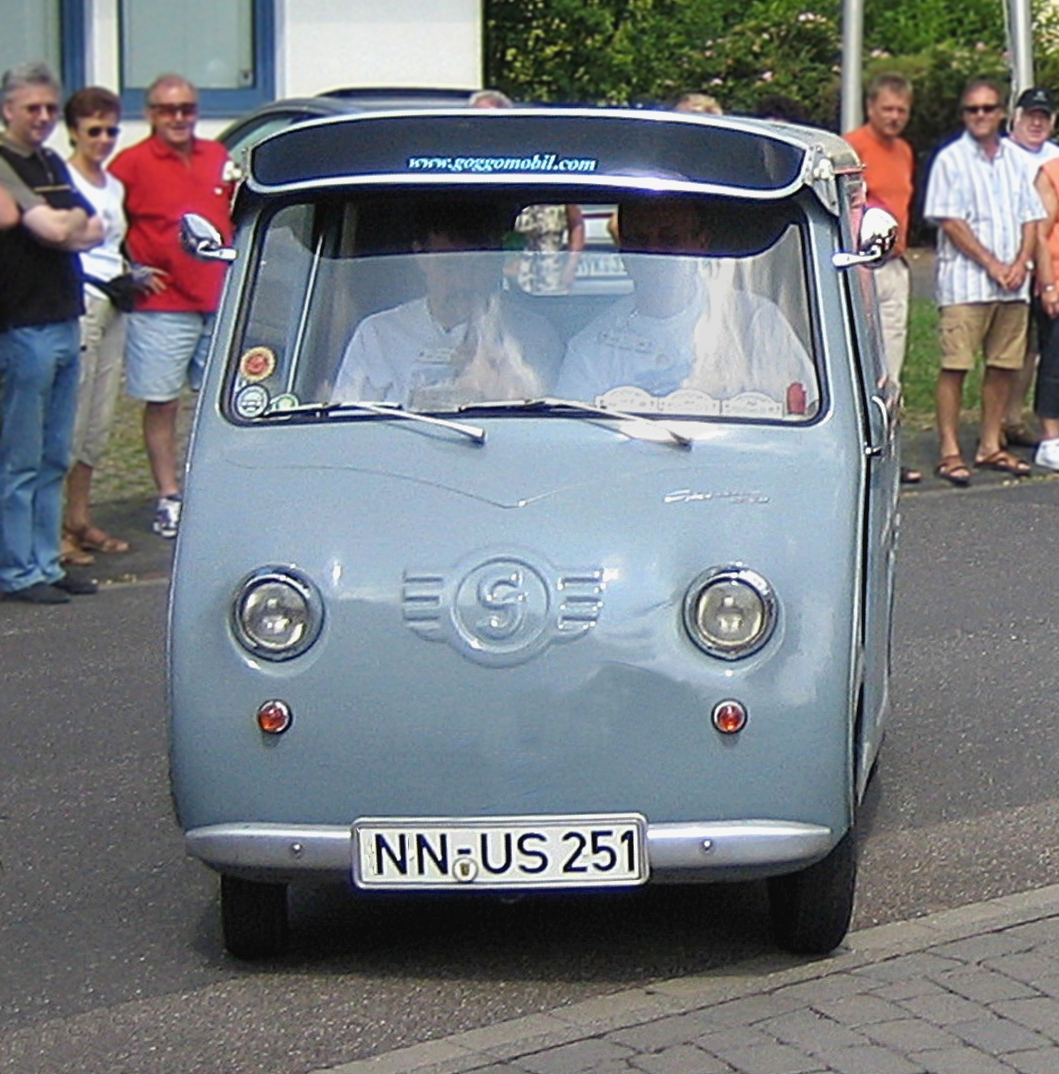
Goggomobil TL
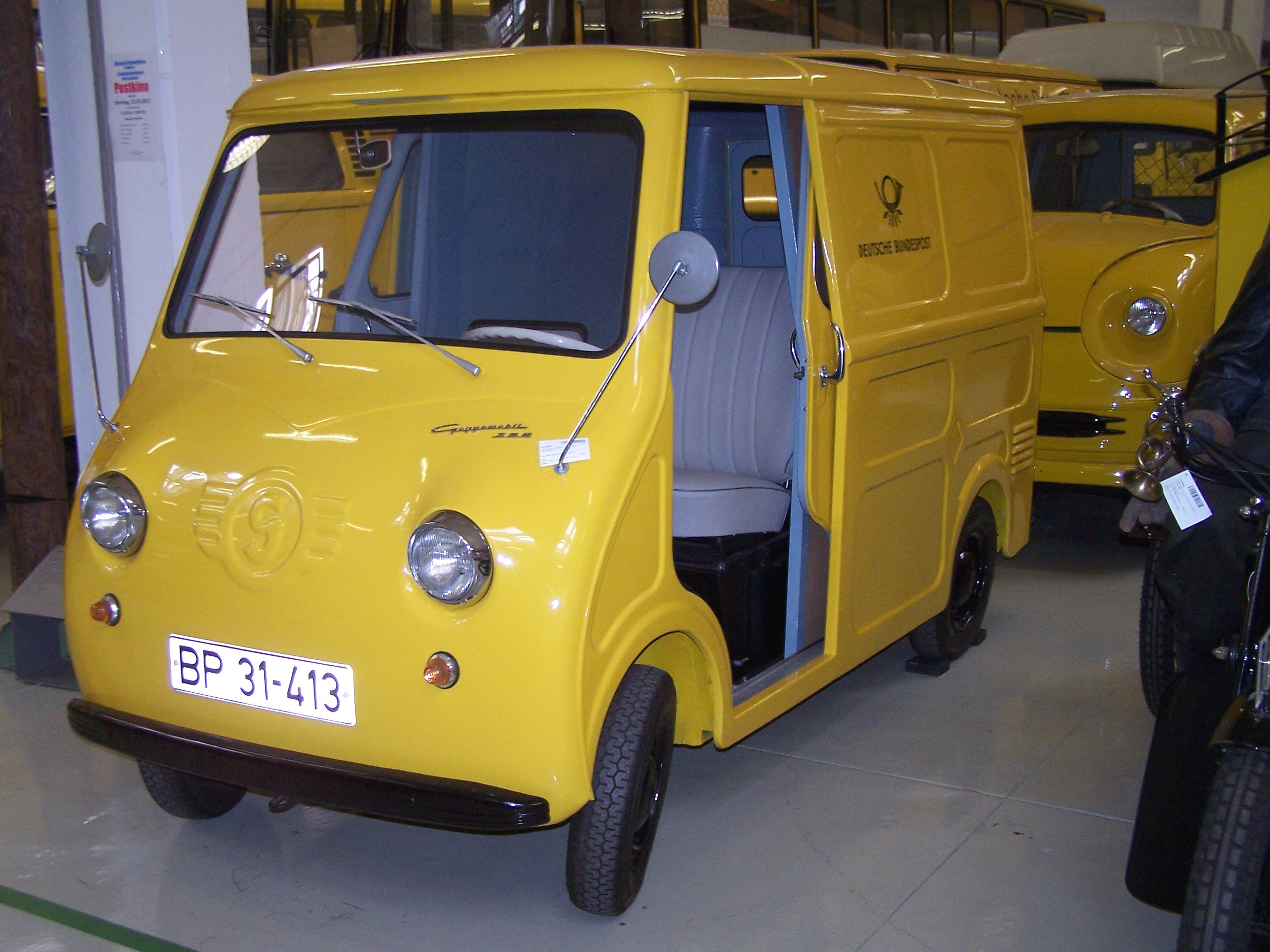
Goggomobil TL der Deutschen Bundespost, im Depot des Museums für Kommunikation
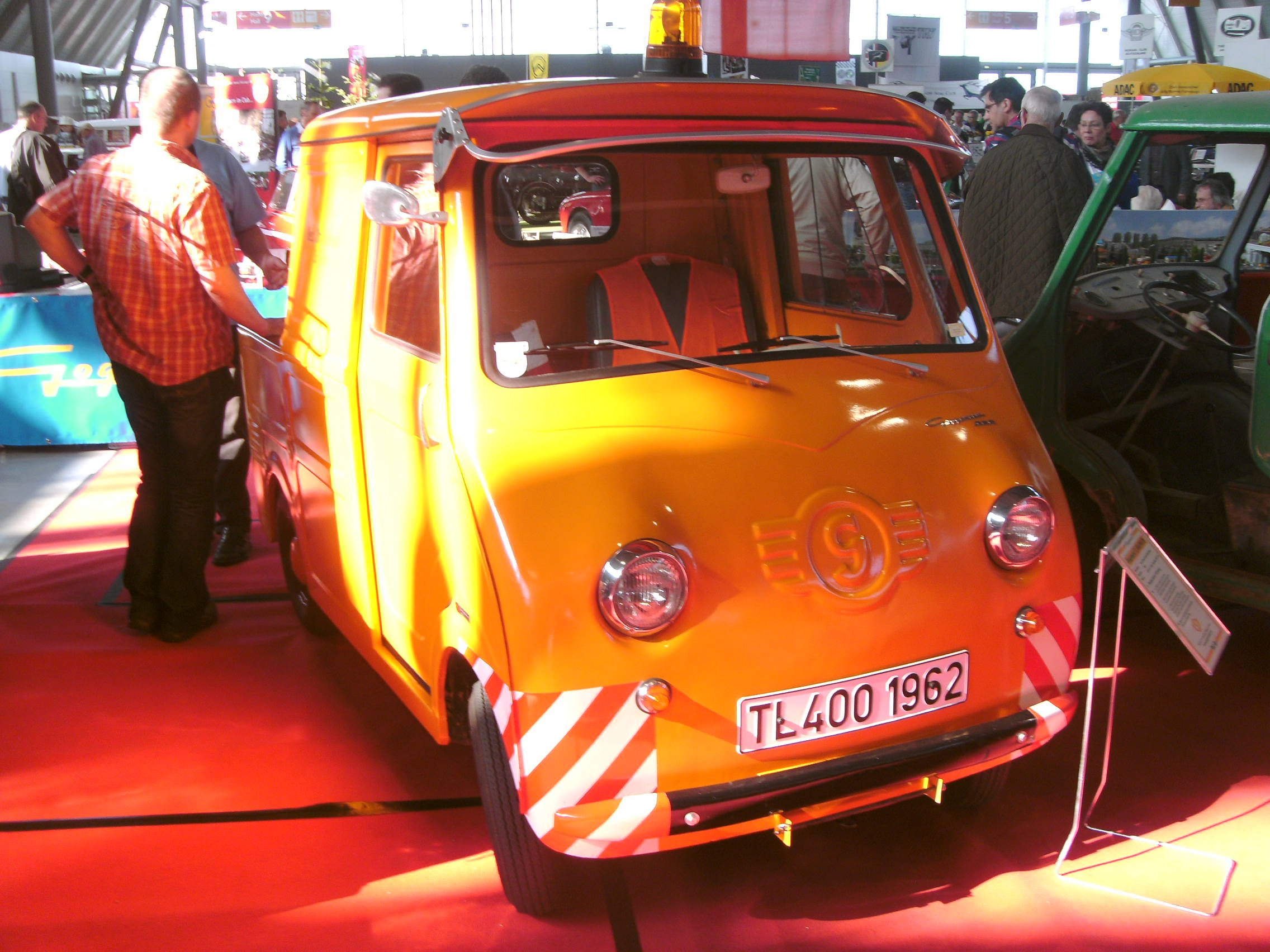
Goggomobil TL400 Pickup (1962, 18,5 PS)

Von 1955 bis 1961 wurde das Goggomobil über Continental Car Combine auch in den USA vertrieben; hier reichten die Preise von 995 bis 1495 USD. Der TS trug den Namen De Ville Coupe, 1961/62 wurde offiziell auch das Cabriolet in der Preisliste geführt, jedoch niemals tatsächlich ausgeliefert. Auch die Transporterversion wurde angeboten. Um 1958 kursierten Gerüchte, dass Studebaker das Goggomobil in Lizenz bauen wolle, doch wurden diese Pläne nicht verwirklicht. Die Gesamtstückzahl, die in Nordamerika abgesetzt wurde, ist nicht bekannt; 1958 wurden in den USA 539, im Folgejahr 579 Exemplare des Goggomobils verkauft.
Am 30. Juni 1969, zwei Jahre und sechs Monate nachdem BMW die Hans Glas GmbH übernommen hatte (wirksam zum 10. November 1966), endete die Produktion des Goggomobils. Insgesamt wurde das bis zu 4030 DM teure Fahrzeug 284.491 Mal gebaut, davon 214.313 Stück als Limousine, 66.511 als Coupé und 3.667 als Transporter.

## Technik

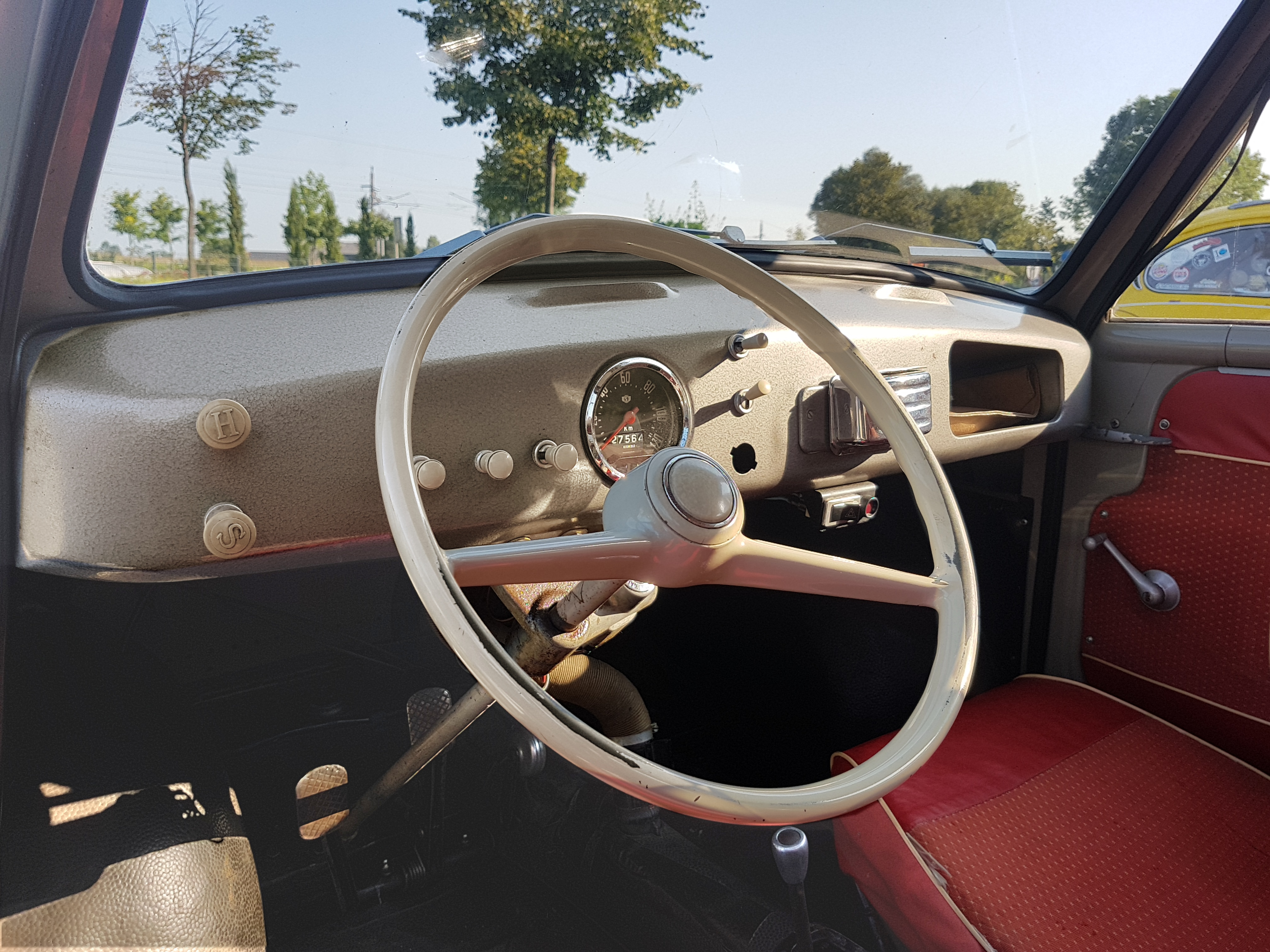
Armaturenbrett

Im Heck des Goggomobils ist ein gebläsegekühlter Zweizylinder-Zweitaktmotor mit verblocktem Vierganggetriebe quer eingebaut. Den Motor hatte Felix Dozekal konstruiert, der Ingenieur bei Adler gewesen war. Hinter dem Rücksitz liegt der Tank, darunter der Kraftstoffhahn, der dank einer mechanischen Übertragung von der „Hutablage“ aus betätigt werden kann. Der Motor des Grundmodells hat einen Hubraum von 250 cm³, sodass das Goggomobil auch von Inhabern des alten Führerscheins der Klasse 4 (Fahrzeuge bis 250 cm³) gefahren werden durfte. Mit dem Motorradführerschein für hubraumstärkere Motorräder war es nicht erlaubt.

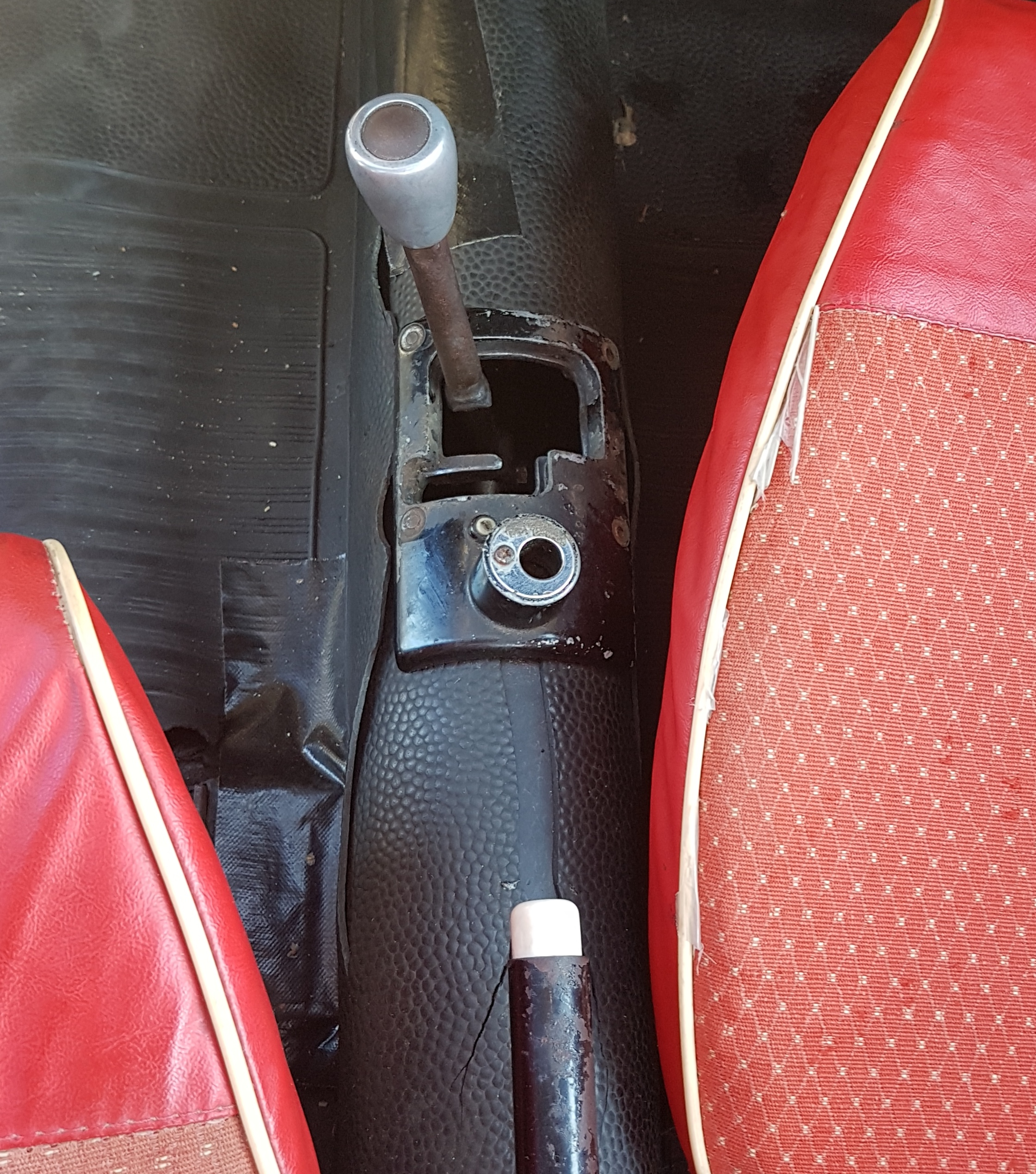
Schaltkulisse eines Goggomobils

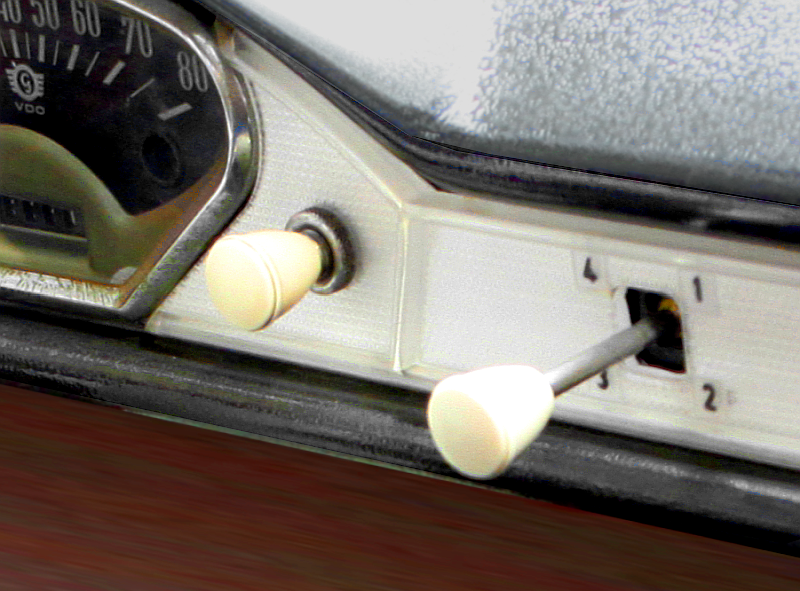
Schalthebel Selectromat Vorwählgetriebe

Das manuell betätigte Getriebe hat einen kurzen Mittelschalthebel in einer offenen Kulissenführung.
Der erste Gang liegt vorne links, der zweite rechts daneben, der dritte Gang hinten links, der vierte hinten rechts. Dieses Schaltschema, ein quer liegendes „H“, ist für eine Mittelschaltung ungewöhnlich; es ist sonst nur von der sogenannten Lenkradschaltung und von DKW-Modellen mit Krückstockschaltung bekannt. Ursache ist der Quereinbau von Motor und Getriebe. Trotz fehlender Synchronisierung lassen sich die Gänge wie beim Motorrad ohne Zwischengas schalten.
Gegen Aufpreis gab es zunächst für das Coupé auf Wunsch das elektromagnetisch betätigte Vorwählgetriebe „Selectromat“ von Getrag mit einem wenige Zentimeter großen Schalthebel am Armaturenbrett; der Schaltvorgang wurde vom Kupplungspedal ausgelöst. Es war ein Ziehkeilgetriebe, das Norbert Riedel konstruiert hatte. Der elektrische Schalthebel im Armaturenbrett des Goggo wurde ebenfalls von Riedel in seinem Patent-Nr. DE1084148 beschrieben und schematisch in den Zeichnungen abgebildet.
Das Goggomobil hat einen profilierten Boden aus Stahlblech als Plattformrahmen und eine mittragende Stahlblechkarosserie mit Stufenheck. Für Fahrer und Beifahrer gibt es vorne zwei einzelne Sitze, auf der Sitzbank hinten finden zwei Kinder Platz. Über der Pedalerie gibt es eine kleine Ablage für Gepäck und davor steht das Reserverad. Beides ist nur von innen zugänglich.
Pendelachsen vorne und hinten übernehmen die Radführung, hinten mit zusätzlichen geschobenen Längslenkern. Das Goggomobil ist eines der wenigen Automobile mit vorderer Pendelachse, was sich wegen der geringen Pendellänge in erheblichen Sturzänderungen und erheblichen Änderungen der Spurweite auswirkt. Alle Räder haben Schraubenfedern mit Teleskopstoßdämpfern. Die Lenkung ist eine Zahnstangenlenkung mit 2,8 Lenkradumdrehungen von Anschlag zu Anschlag bei einem Wendekreis von neun Metern. Die Fußbremse wirkt hydraulisch auf alle vier Räder, die Handbremse mit Seilzügen auf die Hinterräder. Die Bremstrommeln haben einen Durchmesser von 180 mm und bieten eine Bremsfläche von 405 cm².

## Ableitungen und Nachfolger
Zwischen 1957 und 1960 baute WSK Mielec in Polen vom Goggomobil T300 abgeleitete Kleinfahrzeuge mit dem Namen Mikrus MR-300. Nach 1.728 Exemplaren wurde die Produktion eingestellt.

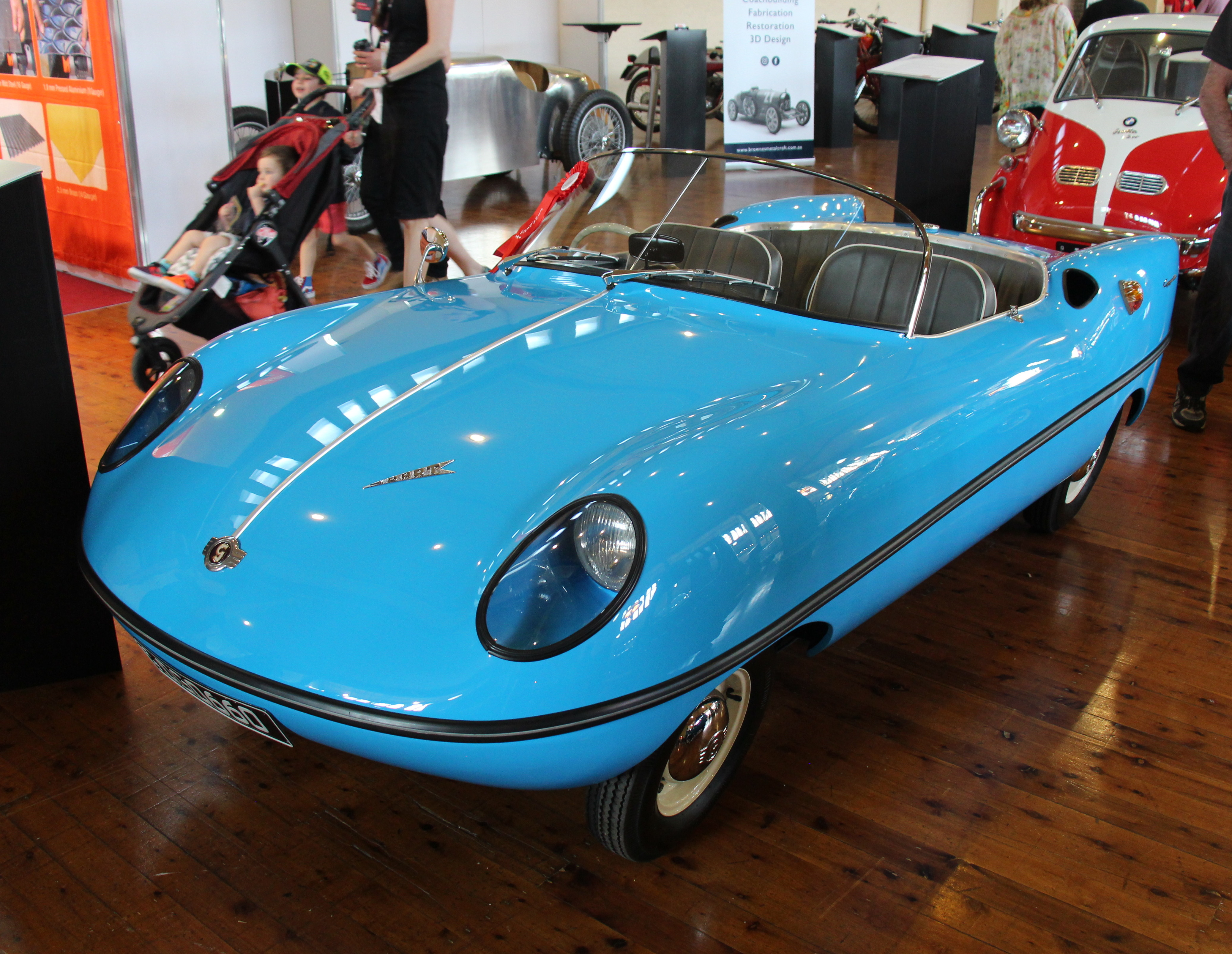
Goggomobil Dart (gebaut in Australien)

In Australien entstand bei der Buckle Motors Pty Ltd in Sydney von 1959 bis 1962 ein kleiner Roadster namens Dart mit einer flachen schnittigen Kunststoffkarosserie und der Technik (einschließlich der Motorhaube) der Goggomobil-Limousine.
In Spanien wurde von 1962 bis 1967 bei Munguía Industrial S.A. (Munisa) aus Bilbao im Werk Munguía in der Provinz Bizkaia das Goggomobil als Munisa Goggomobil in Lizenz gebaut. Neben der normalen Limousine gab es auch andere Karosserievarianten wie eine verlängerte Limousine, eine einfacher ausgestattete Limousine ohne hintere Seitenfenster für geschäftliche Nutzung, einen Kastenwagen (Lieferwagen) mit dem Beinamen „Furgoneta“ und einen Kastenwagen mit Seitenfenstern. Insgesamt wurden etwa 8000 Exemplare hergestellt.
Von 1970 bis 1974 wurden in kleiner Stückzahl Autos auf Goggomobil-Basis weitergebaut. Der ehemalige Borgward-Händler Walter Schätzle hatte den AWS Shopper auf Goggomobil-Basis entwickelt, der Motor kam vom T 250. Doch der kantige zweisitzige Kleinwagen hatte keinen Erfolg und das AWS ging in Konkurs.
Ende der 1950er-Jahre wurde bei Glas beschlossen, ein Nachfolgemodell des Goggomobils zu entwickeln. Das bisherige Konzept mit dem Zweizylinder-Zweitaktmotor im Heck und Pendelachsen sollte beibehalten werden. Ein oder drei bedingt fahrfertige Autos wurden 1961 unter dem Entwicklungsnamen M-61 gebaut. Zu dieser Zeit war aber abzusehen, dass für eine Weiterentwicklung das Geld nicht ausreichen würde, weshalb sie 1962 eingestellt wurde. Ein Prototyp wurde 1969 so umgerüstet, dass er eine Straßenzulassung erhielt.

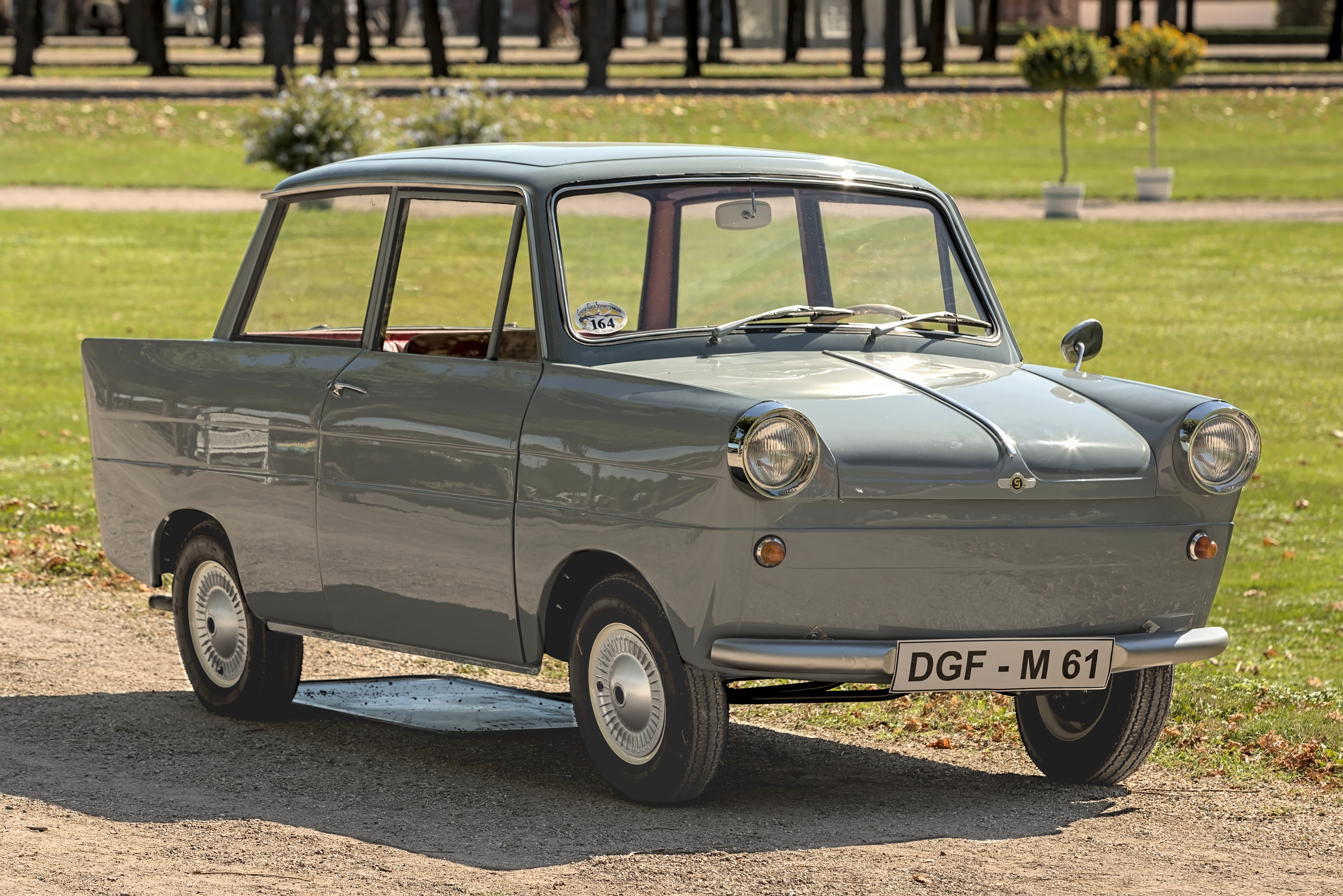
Glas M-61 Prototyp (1961)
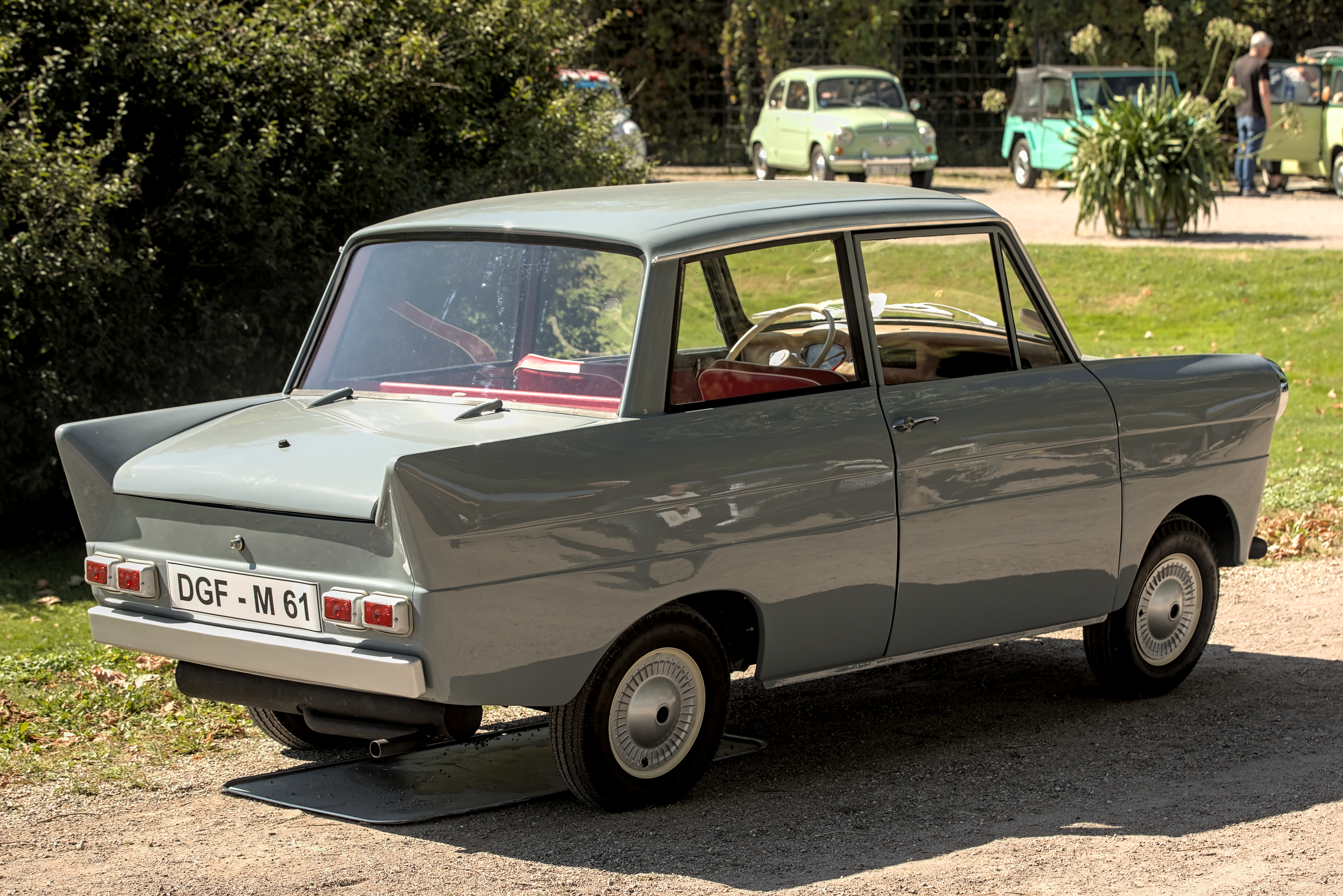
Heckansicht

## Eigenbauten auf Basis des Goggomobils

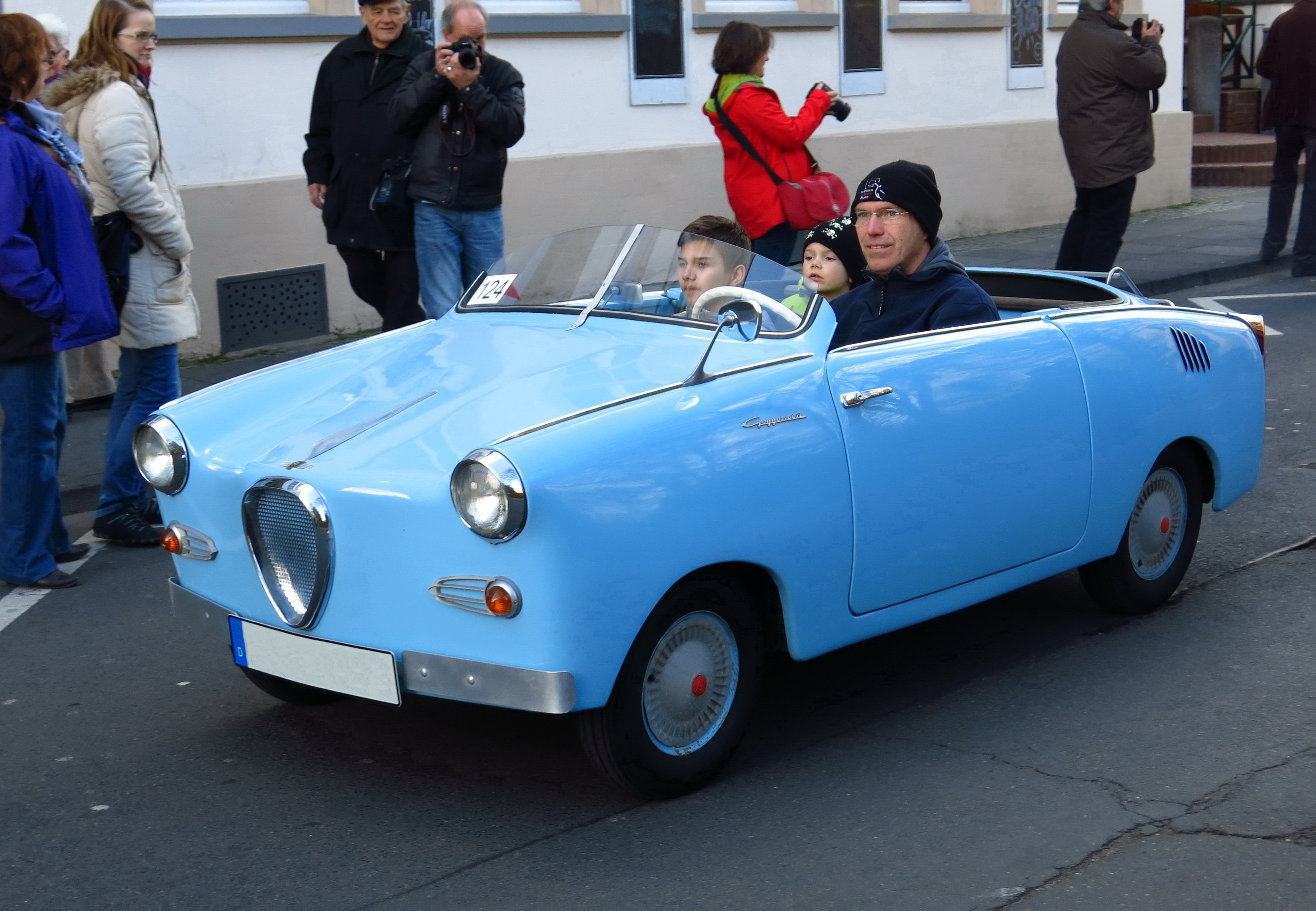
Goggomobil-Roadster-Eigenbau
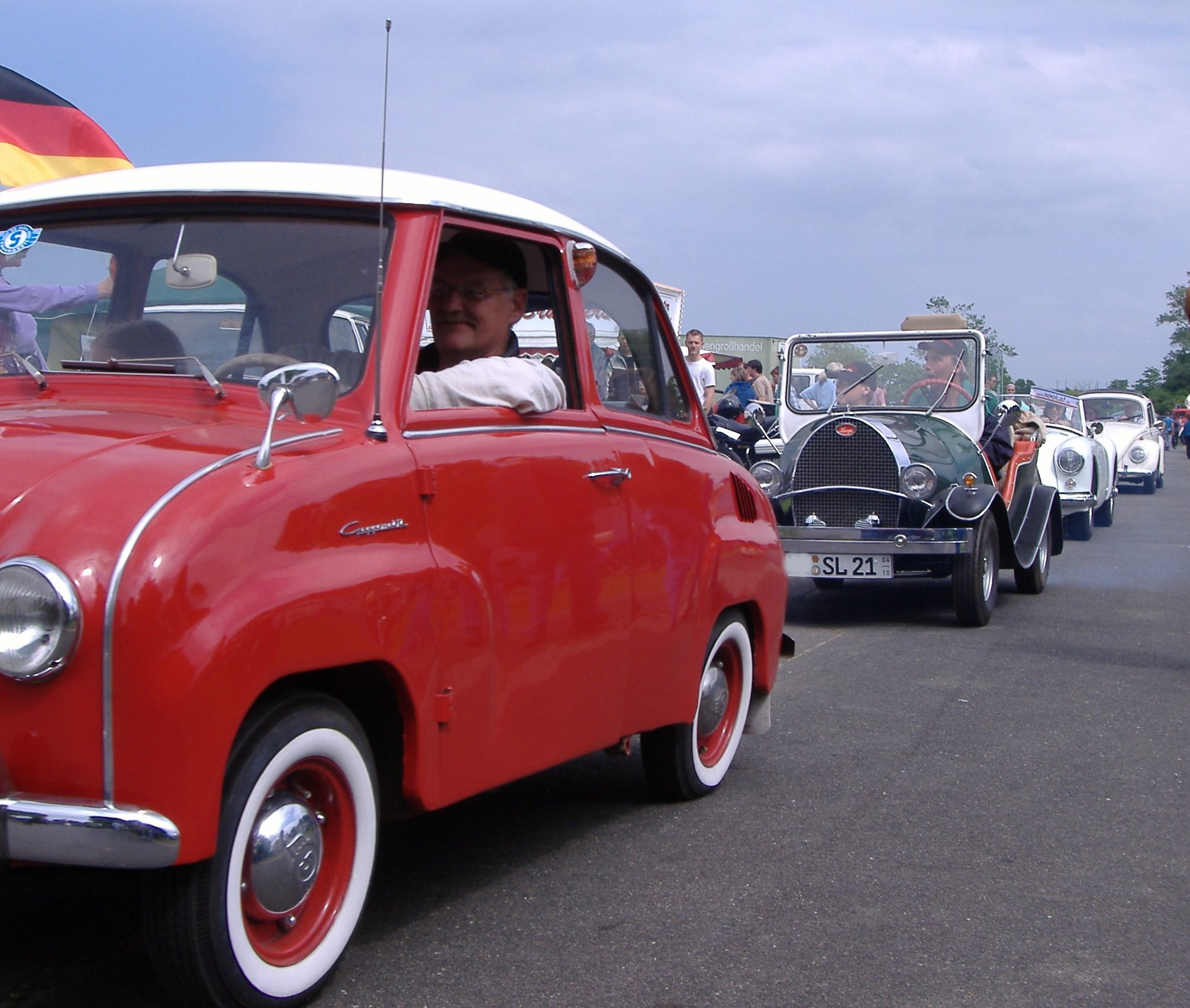
Zweiter in der Reihe: Goggomobil-Roadster-Eigenbau Loopi
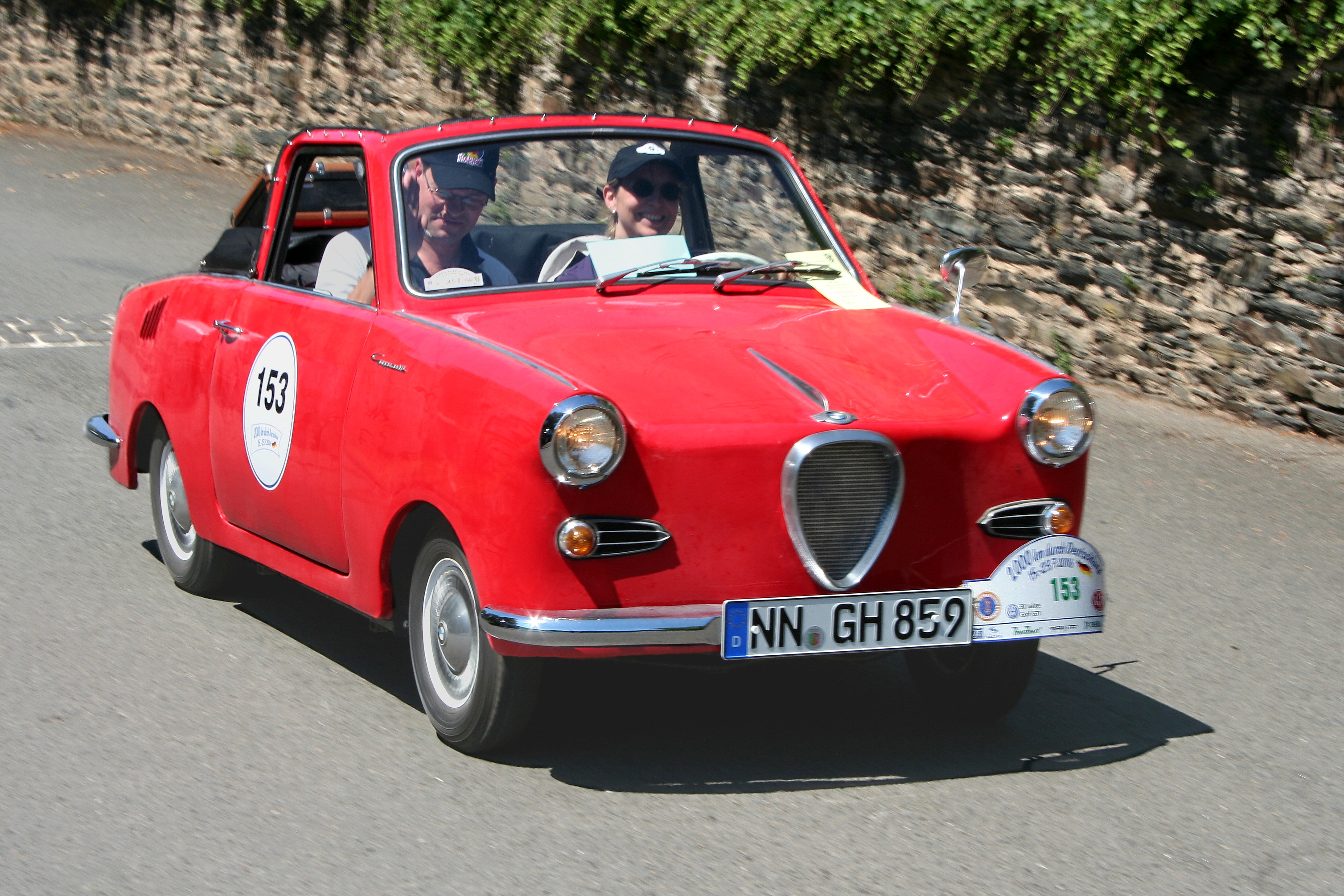
Eigenbau Cabriolimousine

## Technische Daten
| Kenngrößen                    | Limousine | Coupé | Transporter |
| ----------------------------- | --- | --- | --- |
| Motor                         | 2-Zylinder-Zweitaktmotor (Twin), hinten quer                                                                              | 2-Zylinder-Zweitaktmotor (Twin), hinten quer                                                                              | 2-Zylinder-Zweitaktmotor (Twin), hinten quer                                                                              |
| Hubraum (Bohrung × Hub)       | 247 cm³ (53 × 56 mm) 296 cm³ (58 × 56 mm) 395 cm³ (67 × 56 mm)                                                            | 247 cm³ (53 × 56 mm) 296 cm³ (58 × 56 mm) 395 cm³ (67 × 56 mm)                                                            | 247 cm³ (53 × 56 mm) 296 cm³ (58 × 56 mm) 395 cm³ (67 × 56 mm)                                                            |
| Verdichtung                   | 6 : 1 | 6 : 1 | 6 : 1 |
| Leistung                      | 9,9 kW (13,6 PS) bei 5400/min 11 kW (15 PS) bei 5000/min 13,5 kW (18,5 PS) bei 5000/min                                   | 9,9 kW (13,6 PS) bei 5400/min 11 kW (15 PS) bei 5000/min 13,5 kW (18,5 PS) bei 5000/min                                   | 9,9 kW (13,6 PS) bei 5400/min 11 kW (15 PS) bei 5000/min 13,5 kW (18,5 PS) bei 5000/min                                   |
| Max. Drehmoment               | 21 Nm bei 4200/min 23 Nm bei 3800/min 32 Nm bei 3900/min                                                                  | 21 Nm bei 4200/min 23 Nm bei 3800/min 32 Nm bei 3900/min                                                                  | 21 Nm bei 4200/min 23 Nm bei 3800/min 32 Nm bei 3900/min                                                                  |
| Kühlung                       | Gebläse | Gebläse | Gebläse |
| Vergaser                      | 1 Bing (Ø 24 mm) 1 Bing (Ø 26 mm) 1 Bing (Ø 28 mm)                                                                        | 1 Bing (Ø 24 mm) 1 Bing (Ø 26 mm) 1 Bing (Ø 28 mm)                                                                        | 1 Bing (Ø 24 mm) 1 Bing (Ø 26 mm) 1 Bing (Ø 28 mm)                                                                        |
| Getriebe                      | 4-Gang-Getriebe, nicht synchronisiert, Mittelschalthebel, Hinterradantrieb auf Wunsch elektromagnetisches Vorwählgetriebe | 4-Gang-Getriebe, nicht synchronisiert, Mittelschalthebel, Hinterradantrieb auf Wunsch elektromagnetisches Vorwählgetriebe | 4-Gang-Getriebe, nicht synchronisiert, Mittelschalthebel, Hinterradantrieb auf Wunsch elektromagnetisches Vorwählgetriebe |
| Radaufhängung vorn            | Pendelachse mit Schraubenfedern, Teleskopstoßdämpfer                                                                      | Pendelachse mit Schraubenfedern, Teleskopstoßdämpfer                                                                      | Pendelachse mit Schraubenfedern, Teleskopstoßdämpfer                                                                      |
| Radaufhängung hinten          | Pendelachse mit geschobenen Längslenkern, Schraubenfedern, Teleskopstoßdämpfer                                            | Pendelachse mit geschobenen Längslenkern, Schraubenfedern, Teleskopstoßdämpfer                                            | Pendelachse mit geschobenen Längslenkern, Schraubenfedern, Teleskopstoßdämpfer                                            |
| Karosserie                    | Stahlblechkarosserie auf Bodenplattform                                                                                   | Stahlblechkarosserie auf Bodenplattform                                                                                   | Stahlblechkarosserie auf Bodenplattform                                                                                   |
| Lenkung                       | Zahnstangenlenkung | Zahnstangenlenkung | Zahnstangenlenkung |
| Bremse                        | Trommelbremse, hydraulisch betätigt                                                                                       | Trommelbremse, hydraulisch betätigt                                                                                       | Trommelbremse, hydraulisch betätigt                                                                                       |
| Radstand                      | 1800 mm | 1800 mm | 1800 mm |
| Spurweite vorn und hinten     | 1090 mm | 1090 mm | 1090 mm |
| Reifengröße                   | 4,40–10 | 4,80–10 | 4,80–10 |
| Maße L × B × H                | 2900 × 1280 × 1310 mm | 3035 × 1370 × 1235 mm | 2910 × 1316 × 1695 mm |
| Leergewicht (ohne Fahrer)     | 415 kg | 480 kg | 460 kg |
| Zulässiges Gesamtgewicht      | 720 kg | 720 kg | 900 kg |
| Höchstgeschwindigkeit 250 cm³ | 80 km/h | 85 km/h | ca. 65 km/h |
| Höchstgeschwindigkeit 300 cm³ | 85 km/h | 90 km/h | ca. 70 km/h |
| Höchstgeschwindigkeit 400 cm³ | 95 km/h | 100 km/h | ca. 75 km/h |
| Tankinhalt                    | 25 l (davon 3,5 l Reserve)                                                                                                | 25 l (davon 3,5 l Reserve)                                                                                                | k. A. |
| Mischungsschmierung           | 1 : 25 | 1 : 25 | 1 : 25 |
| Verbrauch 250 und 300 cm³     | ca. 6 l/100 km | ca. 6 l/100 km | k. A. |
| Verbrauch 400 cm³             | ca. 6,5 l/100 km | ca. 6,5 l/100 km | k. A. |

## Patent-Informationen
Patente zur Technik von Goggomobilen:
- Patent  DE1084148B: „Schaltvorrichtung mit in Reihe angeordneten Elektromagneten, insbesondere fuer Kraftfahrzeuggetriebe“. Angemeldet am 17. März 1955, veröffentlicht am 23. Juni 1960, Anmelder: Norbert Riedel, Erfinder: Norbert Riedel, Lindau (Bodensee), Deutschland.‌
- Patent  DE1002990B: „Umschaltgetriebe zur Drehmomentuebertragung zwischen Anlass-Lichtmaschine und Brennkraftmaschine fuer Kraftfahrzeuge“. Angemeldet am 8. Oktober 1953, veröffentlicht am 21. Februar 1957, Anmelder: Norbert Riedel, Erfinder: Norbert Riedel, Lindau (Bodensee), Deutschland.‌

## Rundfunkberichte
- Von Knutschkugeln und Goggomobilen – Dokumentation, NZZ Format 2005 (YouTube vom 29. Juli 2016)
- Goggomobil – Das Teufelsding aus Dingolfing – Reportage, SWR 2021 (YouTube vom 28. Dezember 2021)